# Now I'll Tell One
Now I'll Tell One  è un cortometraggio del 1927 di James Parrott interpretato da Charley Chase, Stan Laurel e Oliver Hardy.

## Trama
Un uomo si allena con la pistola esplodendo diversi colpi e richiamando sul luogo un poliziotto al quale dice chiaramente di allenarsi per sparare alla moglie che ha legato ad un palo. Il poliziotto, credendo che l'uomo scherzi, si allontana divertito.  L'uomo spara davvero alla moglie e sembra anche che l'abbia colpita ma, evidentemente non è così, perché la donna lo trascina in tribunale per ottenere il divorzio. Davanti al giudice ed a un nutrito pubblico, la moglie fa un pessimo ritratto del marito, raccontando tutto ciò che ha dovuto subire: dal tentativo dell'uomo di spararle a come, rientrando ubriaco la notte le abbia rovinato il bucato e poi sia finito in mutande a dormire all'aperto, dopo aver scambiato un'ambulanza per la stanza da letto a come sia stata presa a calci dall'uomo. Il marito è difeso da un avvocato del tutto incapace che con i suoi interventi, quando non è preso dal malfunzionamento del proprio orologio, aggrava ancora di più la posizione del suo cliente davanti alla corte. Quando, però, uno spettatore, infuriato per quanto raccontato dalla moglie, aggredisce fisicamente l'uomo, la moglie di quest'ultimo abbandona il posto del testimone per difendere il marito. Finisce così che i coniugi si riconciliano ed al giudice non resta altro da fare che dichiarare chiude il caso.

## Produzione
Sia Laurel che Hardy hanno solo una piccola parte in questo cortometraggio; divennero un duo comico solo parecchi mesi dopo l'uscita di questo film che fu diretto da James Parrott, fratello di Charley Chase e venne prodotto da Hal Roach, girato negli Hal Roach Studios al 8822 di Washington Blvd., a Culver City.

## Distribuzione
Il film uscì nelle sale cinematografiche USA il 5 ottobre 1927. Il cortometraggio fu distribuito dalla Pathé Exchange in due bobine, secondo l'usanza dell'epoca; fino a noi, del film, è arrivata soltanto la seconda parte, della durata di nove minuti circa mentre la prima parte è considerata perduta.